# Evans Kiplagat Chebet
Evans Kiplagat Chebet (10 november 1988) is een Keniaanse langeafstandsloper, die gespecialiseerd is in de marathon.

## Loopbaan
In 2016 behaalde Kiplagat Chebet een derde plaats bij de marathon van Berlijn met een persoonlijk record van 2:05.31. Eerder dat jaar was hij met 2:05.33 tweede bij de marathon van Seoel en streek hiermee $ 90.000 aan prijzengeld op.
Ook in 2017 wist hij sterk te presteren op de marathon met een tijd van 2:05.30 in Valencia. Drie jaar later won hij deze marathon in een tijd van 2:03.00.

## Persoonlijke records
| Onderdeel      | Prestatie | Datum             | Plaats   |
| -------------- | --------- | ----------------- | -------- |
| 10.000 m       | 28.33,20  | 9 juli 2014       | Yerino   |
| 10 km          | 28.02     | 3 september 2017  | Tilburg  |
| 15 km          | 42.03     | 3 september 2017  | Tilburg  |
| 10 Eng. mijl   | 45.06     | 3 september 2017  | Tilburg  |
| halve marathon | 1:01.11   | 25 april 2016     | Berlijn  |
| 25 km          | 1:12.49   | 25 september 2016 | Berlijn  |
| 30 km          | 1:27.29   | 25 september 2016 | Berlijn  |
| marathon       | 2:03.00   | 6 december 2020   | Valencia |

## Palmares

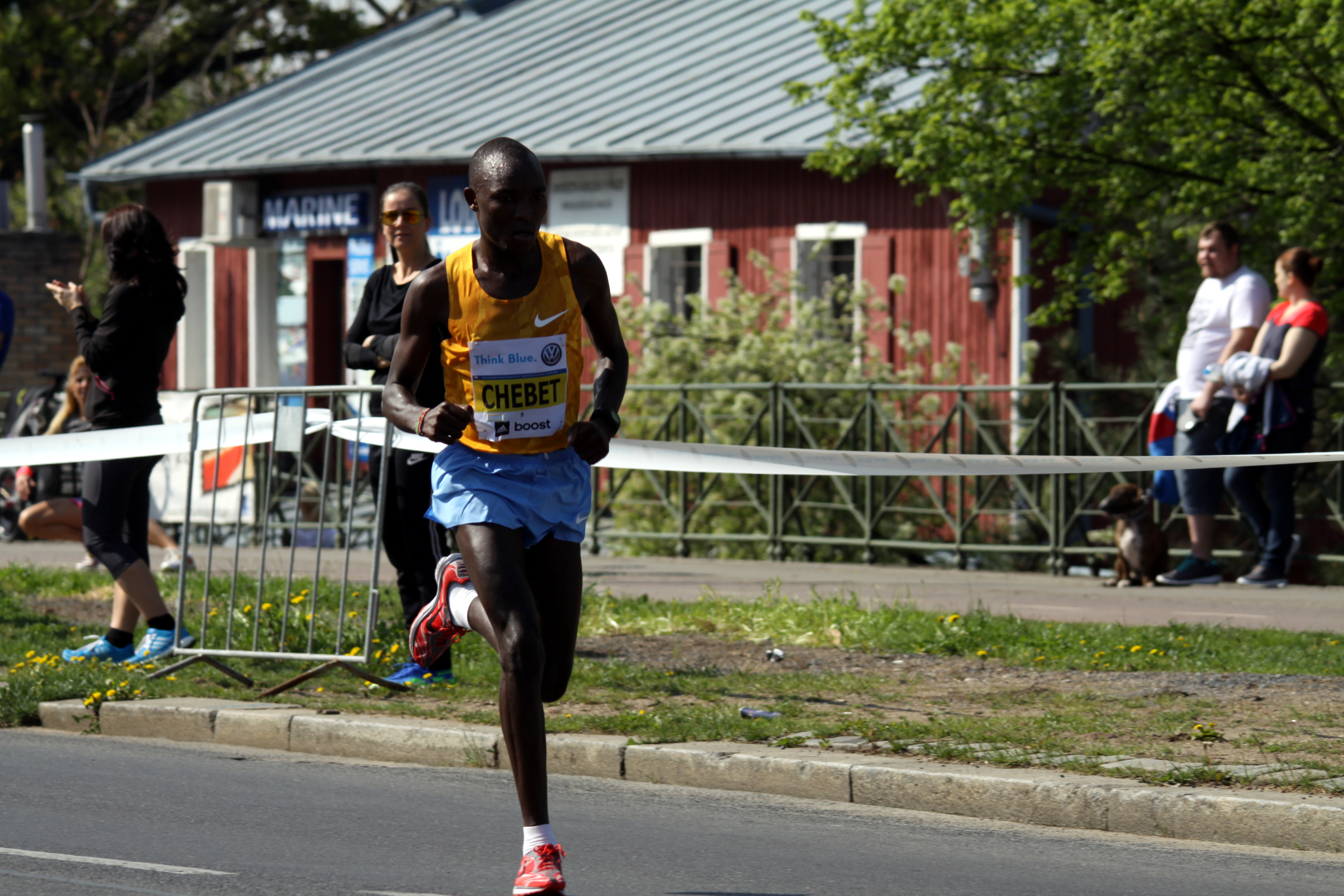
Tijdens de marathon van Praag in 2015

### 10 miles
- 2017:  Tilburg Ten Miles - 45.06

### halve marathon
- 2015: 7e halve marathon van Coamo - 1:05.51

### marathon
- 2013: 6e Joon Ang Seoul International - 2:11.26
- 2014:  marathon van Praag - 2:08.17
- 2014:  Joon Ang Seoul International - 2:07.46
- 2015:  marathon van Praag - 2:08.50
- 2016:  marathon van Seoel - 2:05.33
- 2016:  marathon van Berlijn - 2:05.31
- 2017: 4e marathon van Tokio - 2:06.42
- 2017:  marathon van Valencia - 2:05.30
- 2019:  marathon van Milaan - 2:07.22
- 2020:  marathon van Valencia - 2:03.00
- 2021: 4e marathon van Londen - 2:05.43
- 2022:  marathon van New York - 2:08.41
- 2023:  Boston Marathon - 2:05.54
- 2024:  Boston Marathon - 2:07.22